# Hans Brauer (Basketballtrainer)
Hans Brauer (* 31. August 1953) ist ein deutscher Basketballtrainer.

## Laufbahn
Brauer spielte Basketball beim VfL Marburg und war bereits als Jugendlicher Trainer im Nachwuchsbereich. In den 1980er Jahren war Brauer Cheftrainer der Marburger Damen in der Bundesliga. Hauptberuflich wurde er als Lehrer am Philippinum Marburg tätig und war dort Entdecker sowie Förderer von Henning Harnisch. Zum Spieljahr 1987/88 wurde er Co-Trainer von Dieter Krausch beim Männer-Bundesligisten MTV 1846 Gießen und rückte bis zum Saisonende auf den Cheftrainerposten, als Krausch zurücktrat.
Während der Saison 1990/91 trennte sich Gießen nach dem siebten Spieltag von Trainer Klaus-Günther Mewes, Brauer wurde sein Nachfolger. 1993 übernahm Hannes Neumann das Amt von Brauer. 1996/97 war Brauer abermals Gießener Cheftrainer und führte die Mannschaft im April 1997 ins Endspiel des DBB-Pokals, in dem man Alba Berlin unterlag.
Später war er Trainer beim TV Lich. In Marburg brachte er die Einrichtung eines Basketball-Jugend-Leistungszentrums auf den Weg und übernahm im Bundesland Hessen das Amt des Schulsportkoordinators. Im Spieljahr 2004/05 trainierte er den BC Marburg in der Damen-Bundesliga, in der Nachfolgesaison vertrat er in zwei Spielen die aufgrund eines Krankenhausaufenthalts verhinderte Trainerin Aleksandra Kojic in Marburg. In der Saison 2012/13 war er als Berater des BC Marburg tätig.

### Trainerstil
Brauer griff mitunter zu ungewöhnlichen Methoden, um Höchstleistungen aus seinen Spielerinnen und Spielern herauszuholen. Als Trainer der Gießener Bundesligamannschaft beantragte er während eines Heimspiels, in dem seine Truppe eine unzureichende Leistung ablieferte, eine Auszeit, verzichtete während dieser aber auf Anweisungen an seine Spieler, sondern bat die Zuschauer über das Hallenmikrofon um Entschuldigung für die dürftige Vorstellung.
In Auszeiten verteilte er manchmal Süßigkeiten an seine Spieler, als Trainer einer Schulmannschaft goss er während einer Partie einmal einen Eimer Wasser über einer seiner Spielerinnen aus, die zuvor nicht die gewünschte Leistung abgerufen hatte.

## Privates
Seine Tochter Jenny spielte Basketball in der Bundesliga für den BC Marburg, sein Sohn Max spielte unter anderem beim TV Lich in der 2. Basketball-Bundesliga, bei Bayer Leverkusen in der 2. Bundesliga ProB sowie den Giants Düsseldorf in der 2. Bundesliga ProA.